# Matthieu Ronsse
Matthieu Ronsse (Kortrijk, 1981) is een Belgisch beeldend kunstenaar, schilder en muzikant die in 2003 als kunstschilder afstudeerde aan de Koninklijke Academie voor Schone Kunsten van Gent.

## Werk
Ronsses schilderkunst mengt moderne en oude schilderstijlen: hij maakt bijvoorbeeld werk in de trant van renaissanceschilders zoals Francisco Goya of Velázquez, maar evenzeer zal hij vervolgens dergelijke werken nadien scheuren of in stukken snijden en ze deel laten uitmaken van een installatie met verder dagelijkse gebruiksvoorwerpen zoals een koelkast, waardoor er een surrealistische toets aan komt te zitten.
Ronsse maakt muziek met de band Ratzinger, die verder bekende muzikanten zoals Mauro Pawlowski en Elko Blijweert telt.

## Tentoonstellingen
Solotentoonstellingen:
- 2014 Kunstwerk Keulen
- 2013 Exchange Pieces, Almine Rech Gallery, Brussel
- 2013 Johan Creten & Matthieu Ronsse, Almine Rech Gallery, Brussel
- 2013 Matthieu Ronsse & Ylva Ogland, Fruit & Flower Deli, Stockholm
- 2012 Almine Rech Gallery, Parijs
- 2012 Galerie Luis Campaña, Berlijn
- 2011 Towerplace, Almine Rech Gallery, Brussel
- 2011 Rise and fall, Galerie Luis Campaña, Berlijn
- 2010 Cosy Fear, Galerie Luis Campaña, Berlijn
- 2010 The Spirit Moves Me, Bonner Kunstverein, Bonn
- 2010 La ferme suisse au loin, en arrivant au château, Almine Rech Gallery, Brussel
- 2009 Guinguette de l’entrée du petit bois admirable, Galerie Almine Rech, Parijs
- 2006 Picture this!- Women and fluids, Museum Dhondt-Dhaenens
- 2006 The End, Galerie Luis Campaña, Keulen

Groepstentoonstellingen (selectie): 
- 2014 De verftoets (Biënnale van de schilderkunst), Roger Raveel Museum
- 2014 Capita Selecta, Broelmuseum
- 2013 Yellowing of the Lunar Consciousness, Bonvicini Palace, Venetië
- 2012 Sint-Jan, Sint-Baafskathedraal
- 2012 SØR Rusche Sammlung : Eros & Thanatos – Werkschauhalle, Leipzig
- 2011 Flemish Masters, That's life, Andrea Rosen Gallery, New York
- 2010 Public Private Paintings, Kunstmuseum aan Zee
- 2008 'Der Eigene weg – Perspektiven belgischer’, Museum Küppersmühle für Moderne Kunst
- 2008 Looking for the border, Fondazione Stelline Palazzo delle Stelline, Milaan
- 2007 Prague Biennale 3, Praag
- 2006 Women and fluids, Museum Dhondt-Dhaenens
- 2006 MARTa Herford
- 2003 Coming People 2003, Stedelijk Museum voor Actuele Kunst

- Gemeinsame Normdatei: 1059066203
- International Standard Name Identifier: 0000 0000 9578 5111
- RKD-Nederlands Instituut voor Kunstgeschiedenis: 434375
- Système universitaire de documentation: 229549055
- Virtual International Authority File: 141268285